# 에르스트펠트역
에르스트펠트역(독일어: Bahnhof Erstfeld)은 스위스 우리주와 에르스트펠트 지자체에 있는 기차역이다. 역은 고트하르트 베이스 터널까지 가는 경사로 기슭에 있는 고트하르트 철도에 위치해 있다.
에르스트펠트역의 동력 발전소에는 고트하르트선, 특히 은행 서비스에 필요한 철도 차량이 있다. Ce 6/8 ‘악어’는 전설적인 고트하르트 기관차의 기념비 역할을 한다.

## 운행편
2020년 12월 시간표 변경에 따라 에르스트펠트에서 다음 서비스가 정차한다.
- 인터레기오 : 로카르노와 아트-골다우 간 매시간 운행, 기차는 바젤 SBB 또는 취리히 중앙역까지 계속 운행.
- 추크 슈타트반 S2 기차: 바르 린덴파크까지 매시간 운행.